# Lycosoides instabilis
Lycosoides instabilis là một loài nhện trong họ Agelenidae.
Loài này thuộc chi Lycosoides. Lycosoides instabilis được J. Denis miêu tả năm 1954.